# Тото, Пеппіно і розпусниця
«Тото, Пеппіно і розпусниця» (італ. Totò, Peppino e la… malafemmina) — італійська комедія. Фільм 1956 року з Тото у головній ролі.

## Опис
Брати Антоніо і Пеппіно Капоні та їх сестра Лючія живуть в селі. Джанні, син Лючії і племінник Антоніо і Пеппіно, їде вчитися до Мілана. Там він випадково знайомиться з Флоріан, чудовою дівчиною. Але до рідного села його доходять чутки, що він сплутався з різними дівчатами, замість того, щоб вчитися. І ось, Антоніо, Пеппіно і Лючія їдуть до Мілана.

## У ролях
- Тото
- Пепіно де Філіпо — Пепіно Капоні
- Доріан Грей — Маріза Флоріан, «розпусниця»
- Теді Рено — Джанні, племінник братів Капоні
- Віторія Кріспо — Лючія Капоні
- Маріо Кастелані — Медзакапа
- Ніно Манфреді — Рафаель, товариш Джанні
- Лінда Сіні — Габріелла
- Сальво Лібассі — Марассі
- Луїза Чьямпі — Джульєтта